# Săbăreni
Săbăreni è un comune della Romania di 2 565 abitanti, ubicato nel distretto di Giurgiu, nella regione storica della Muntenia.